# Kaviar (2019)
Kaviar ist eine österreichische Filmkomödie von Elena Tikhonova aus dem Jahr 2019 mit Margarita Breitkreiz, Darya Nosik, Sabrina Reiter, Mikhail Evlanov und Georg Friedrich. Die Premiere fand am 17. Jänner 2019 im Rahmen des Filmfestival Max Ophüls Preis in Saarbrücken statt, wo der Film den Publikumspreis Spielfilm gewann. Der österreichische Kinostart erfolgte am 13. Juni 2019. In Deutschland kam der Film am 4. Juli 2019 in die Kinos. Im ORF wurde der Film erstmals am 9. Juli 2021 ausgestrahlt.

## Handlung
Die aus Russland stammende Nadja lebt in Wien, wo sie als Dolmetscherin für den Oligarchen Igor tätig ist. Der weiß nicht, was er mit seinem ganzen Reichtum anstellen soll, und kommt auf die Idee, eine luxuriöse Villa auf die Schwedenbrücke nach dem Vorbild der Ponte Vecchio in Florenz zu bauen. Nadja hält das für ein größenwahnsinniges Vorhaben und versucht daher, ihm das Projekt auszureden.
Nadjas beste Freundin ist die Russin Vera. Deren österreichischer Ehemann Klaus sieht seine Chance auf das große Geld, fällt Nadja in den Rücken, unterstützt Igor in seinem Unterfangen, indem er seine Kontakte zu einflussreichen Personen ins Spiel bringt. Gemeinsam mit seinem Freund und Anwalt Ferdinand schlägt er deren Jagdfreund Stadtrat Hans Zech die Sanierung des Donaukanals mit Hilfe eines russischen Investors vor. Zech möchte sich politisch profilieren und aus dem Bereich ein Naherholungsgebiet machen. Von Igor erhält Klaus in einem Alukoffer drei Millionen Euro in bar für das Projekt.
Nachdem Klaus seine Frau mit einer Kellnerin betrügt schlägt die Künstlerin Teresa, das Kindermädchen der beiden Kinder von Nadja, vor, sich an Klaus zu rächen, indem sie Beweise über die Machenschaften von Igor und Klaus sammeln, damit sie wegen Steuerhinterziehung, Bestechung und Geldwäsche belangt werden. Igor verspricht Klaus die Finanzierung der Donaukanalsanierung, im Gegenzug verlangt er zusätzlich zur Villa auf der Schwedenbrücke die österreichische Staatsbürgerschaft. Klaus sagt ihm das zu und bringt den Bargeldkoffer mit den drei Millionen zu einer Bank in Liechtenstein. Mit Hilfe von Nadjas Kindern verwanzt Teresa als Putzfrau getarnt das Büro von Klaus. Mittels Videoüberwachung seines Schreibtisches gelangen sie an sämtliche seiner Passwörter.
Bei einer Präsentation des Sanierungsprojektes sichert Stadtrat Zech Igor die Baugenehmigung zu. Zech stellt allerdings verwundert fest, dass Igor immer wieder von einem Haus auf der Schwedenbrücke spricht. Zusätzlich fordert Igor auch noch die Umbenennung der Schwedenbrücke in Russbrücke. Klaus versucht Zech zu beruhigen, bis das Projekt durch ist, sei Zech längst Bürgermeister, die Villa sei nur ein Köder. Außerdem belauscht Nadja ein Gespräch zwischen Klaus und Ferdinand, nachdem Klaus sich mit 100 Millionen Euro für das Gesamtprojekt gemeinsam mit Ferdinand nach Panama absetzen möchte.
Igor möchte Klaus die Gesamtsumme allerdings erst nach Begutachtung des Baufortschrittes geben. Mit dem Drogendealer Don organisiert Klaus ein paar Leute, die als Bauarbeiter auf einer simulierten Baustelle auf der Schwedenbrücke mit Presslufthammer und Betonmischer arbeiten. Nachdem sich Igor über den Baufortschritt zufrieden gezeigt hat, wird Klaus von einer Polizeistreife aufgegriffen. Der Polizei erklärt Klaus, dass es sich um einen Flashmob gehandelt habe. Diese wirft ihm unter anderem massive Verkehrsbehinderung und Beschädigung öffentlichen Eigentums vor. Klaus versucht den Polizeibeamten zu bestechen, der zeigt sich jedoch unbeeindruckt und fügt der Akte eine Anzeige wegen Beamtenbestechung hinzu.
Nach einem Streit zwischen Vera, Nadja und Teresa wegen Don, an dem Nadja interessiert ist, der wiederum an Vera Interesse hat und mit Teresa eine Affäre hat, kommt es zwischen Vera und Klaus zu einer Aussöhnung. Hinter dem Hochzeitsfoto findet Vera das Überbringersparbuch der Liechtensteiner Bank, bei der Klaus die drei Millionen hinterlegt hat.
Nachdem Igor Klaus feuert, weil ihm jemand erzählt hat, dass Klaus ihn reinlegen möchte, verhandelt Igor direkt mit Stadtrat Zech über ein neues Projekt. In der Zeit im Bild berichtet bald darauf Roman Rafreider über einen möglichen Schmiergeldskandal rund um einen russischen Oligarchen und den nicht amtsführenden Stadtrat Zech sowie einer Villa auf der Schwedenbrücke und der Donaukanalsanierung. Laut ZiB bestreitet Zech einen Zusammenhang zwischen Sanierung und dem nachweislich geplanten Bau der Villa. Zech holt bei Nadja eine Lenin-Statue ab, in deren Kopf finden sich 500-Euro-Scheine. Auf der Schwedenbrücke stürzt die Statue, die Scheine flattern hinunter und werden von den anwesenden Personen eingesammelt.
Zwischenzeitlich fliegt Vera nach Liechtenstein, um mit dem Überbringersparbuch und dem Losungswort von Klaus dessen drei Millionen abzuholen. Gemeinsam feiern Vera, Nadja und Teresa ihre Freundschaft und die drei Millionen Euro.

## Produktion

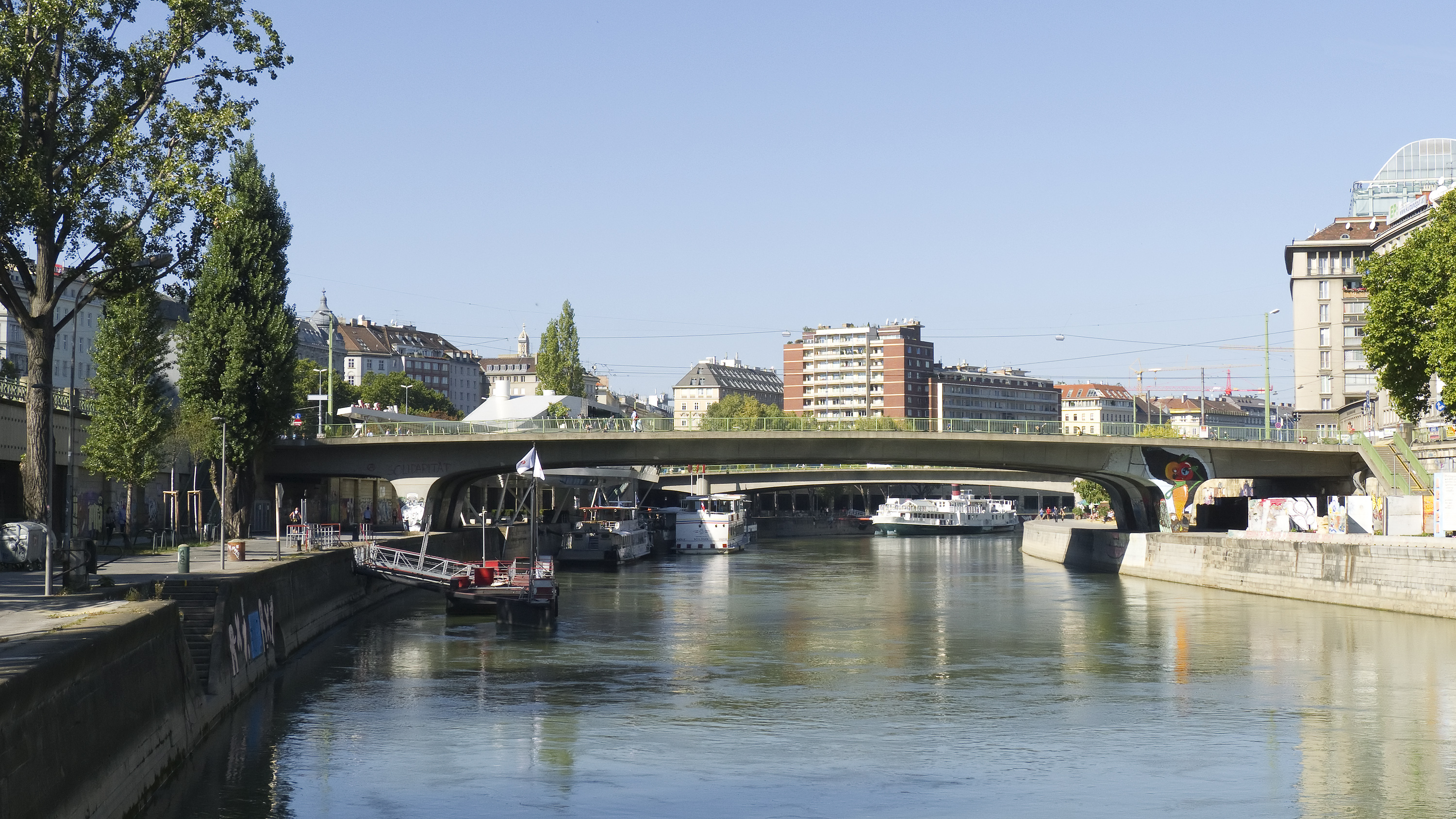
Einer der Drehorte: die Schwedenbrücke in Wien

Die Dreharbeiten fanden im Oktober und November 2016 in Wien und Niederösterreich statt. Drehort war unter anderem der Karl-Wrba-Hof in Favoriten.
Unterstützt wurde der Film vom Österreichischen Filminstitut, vom Filmfonds Wien, von Creative Europe MEDIA, vom Land Niederösterreich und von Filmstandort Austria (FISA), beteiligt war der Österreichische Rundfunk.
Produziert wurde der Film von der Witcraft Filmproduktion GmbH, Novotny & Novotny sowie der MR Film. Für Ton und Sounddesign zeichneten Sergey Martynyuk und Karim Weth verantwortlich, für das Kostümbild Theresa Ebner-Lazek und für das Szenenbild Hannes Salat und Julia Oberndorfinger.
Bei dem Film handelt es sich um das Langspielfilmdebüt der in Obninsk geborenen und seit 2000 in Wien lebenden Regisseurin und Drehbuchautorin Elena Tikhonova.

## Rezeption
Christian Klosz befand auf Film plus Kritik, dass der Film stellenweise ganz nette Unterhaltung bieten würde, insgesamt wäre er aber zu brav und zu „glattgebügelt“ und an den entscheidenden Stellen zu mutlos, um nach der Sichtung länger im Gedächtnis zu bleiben.
In Anspielung auf die im Mai 2019 bekannt gewordene Ibiza-Affäre schrieb Franco Schedl auf film.at von einem äußerst aktuellen österreichisch-russischen Szenario. Im Vergleich zu Ocean’s 8 sei diese Culture-Clash-Komödie in Form eines Heist-Movies mit russisch-österreichischem Team der starken Frauen eindeutig vorzuziehen. Die rasant erzählte Geschichte punkte mit schnellen Schnitten, witzigen Animationsszenen im Stil der Monty Pythons und einem Score, der die Handlung perfekt untermalt. Auch die Story würde glaubwürdig klingen, weil Elena Tikhonova genau weiß, wovon sie erzählt.
Alexandra Seibel befand in der Tageszeitung Kurier, dass sich diese österreichische Klamotte über einen Strache-Effekt freuen dürfe, deren Komödienstoff plötzlich hart an der Realität anstreift. Allerdings fehle es ihr an „scharfem Wortwitz, dramaturgischer Raffinesse und visuellem Tempo“, um sich zur treffsicheren Satire aufzurüsten. Slapstick bliebe in biederem Klamauk stecken.
Alexandra Seitz bezeichnet Kaviar in epd Film als "ein unheimliches Beispiel dafür, dass die Wirklichkeit immer noch viel grotesker ausfallen kann als ein Film, dessen Drehbuch von Anfang bis Ende Abstruses auf Aberwitziges türmt." Der derbe Humor reiche mitunter zwar ins anstrengend Alberne, vergnüglich aber sei der unbekümmerte Einfallsreichtum allemal, mit dem Tikhonova absurde Zuspitzungen entwerfe und nach allen Seiten gleichermaßen austeile. "Für Glanzlichter der Hochkomik sorgt zudem ein entfesselt aufspielender Georg Friedrich in der Rolle des windigen Klaus; wenn je einer »russisch« – was im Wienerischen so viel bedeutet wie: schlampig, provisorisch und gepfuscht – verkörperte, dann er."

## Auszeichnungen und Nominierungen
Filmfestival Max Ophüls Preis 2019
- Publikumspreis Spielfilm

Filmfestival Kitzbühel 2019
- Auszeichnung in der Kategorie Beste Regie (Elena Tikhonova)

Österreichischer Filmpreis 2020
- Nominierung in der Kategorie Bester männlicher Darsteller (Georg Friedrich)[15]
- Nominierung in der Kategorie Beste Maske (Sam Dopona)
- Nominierung in der Kategorie Beste Musik (Karwan Marouf)